# Aquarium du Limousin
L'aquarium du Limousin est un aquarium public situé à Limoges (Haute-Vienne), en face de la mairie. Avec 41 000 visiteurs en 2007, il est le 5e site le plus visité de la Haute-Vienne. L’Aquarium du Limousin a reçu une distinction de la marque nationale Qualité Tourisme. Par ailleurs, l'aquarium est reconnu comme l'un des aquariums publics les plus riches par sa diversité des animaux aquatiques présentés.
Cet aquarium de 600 m2, ouvert en 1993, possède quarante bassins, trois cents espèces et environ deux mille cinq cents animaux, du silure au piranha en passant par l'esturgeon ou la limule. L’aquarium de Limoges est situé dans un cadre architectural unique en France, un ancien réservoir d’eau souterrain et voûté de la ville de Limoges. Il fut construit sous Napoléon III afin de préserver la cité des éventuelles épidémies de choléra.
L'aquarium offre la possibilité d'observer différentes espèces comme des espèces indigènes (carpes, perches, écrevisses…), il permet aussi d’observer des animaux de lacs ou de rivières du monde entier comme des raies ou encore des poissons requins, etc. Par ailleurs, l’aquarium donne la grande opportunité d’observer des merveilles issues du monde marin avec une multitude de couleurs ainsi que des formes magnifiques comme les hippocampes, les poissons clowns ou encore des étoiles de mer.

## Accès
Ce lieu est desservi par les lignes de trolleybus et de bus de la TCL 1 D1 2 4 D4 D10 34 35 36 et 40 (station Mairie).